# Prêmio ABRA de Roteiro 2022
O Prêmio ABRA de Roteiro de 2022 é a sexta edição do Prêmio ABRA de Roteiro, organizada pela Associação Brasileira de Autores Roteiristas, a ABRA. A entrega dos troféus ocorrerá na Cinemateca Brasileira, em São Paulo, sem data de cerimônia ainda divulgada, reunindo diversos profissionais do audiovisual brasileiro.
A premiação de 2022 conta a introdução de novas categorias especiais de premiação, sendo elas o Prêmio da Crítica, Roteirista do Ano e Prêmio Abraço (de Excelência em roteiro para os roteiristas em ascensão). O homenageado da edição é o roteirista Joel Zito Araújo e o prêmio Parceria será dado ao FRAPA (Festival de Roteiro Audiovisual de Porto Alegre), que chega à sua décima edição em 2022.

## Vencedores e indicados
Os indicados nas categorias correspondem aos finalistas na lista de obras exibidas no Brasil entre 1 de janeiro de 2021 e 28 de fevereiro de 2022. Os indicados foram anunciados pela ABRA em 20 de junho de 2022. Os vencedores estão em negrito.
| Melhor Roteiro Original de Filme de Ficção - A Mesma Parte de um Homem – Ana Johann e Alana Rodrigues - Cabeça de Nêgo – Déo Cardoso - Deserto Particular – Henrique dos Santos e Aly Muritiba - Doutor Gama – Luiz Antônio - Juntos a Magia Acontece 2 – Cleissa Regina Martins e George Moura - Madalena – Madiano Marcheti, Thiago Gallego, Thiago Ortman e Tiago Coelho - Vento Seco – Daniel Nolasco | Melhor Roteiro Adaptado de Filme de Ficção - Meu Nome é Bagdá – Caru Alves de Souza e Josefina Trotta; livremente inspirado na obra Bagdá, o Skatista, de Toni Brandão - Bob Cuspe: Nós Não Gostamos de Gente – Leandro Maciel e Cesar Cabral; livremente inspirado na obra de Angeli - Eduardo e Mônica – Matheus Souza, Claudia Souto, Jessica Candal e Michele Frantz; inspirado na música original de Renato Russo - Marighella – Felipe Braga e Wagner Moura; adaptado da obra Marighella: O Guerrilheiro que Incendiou o Mundo, de Mário Magalhães - O Silêncio da Chuva – Lusa Silvestre; inspirado no livro O Silêncio da Chuva, de Luiz Alfredo Garcia-Roza |
| Melhor Roteiro de Documentário - A Última Floresta – Davi Kopenawa Yanomami e Luiz Bolognesi - Aleluia – O Canto Infinito do Tincoã – Tenille Bezerra - Chão – Camila Freitas e Marina Meliande - Entre Nós, Um Segredo – Beatriz Seigner, Toumani Kouyaté e Ricardo Terto - Limiar – Coraci Ruiz e Luiza Fagá - Por Onde Anda Makunaíma? – Juliana Colares | Melhor Roteiro de Filme de Comédia \| Prêmio Paulo Gustavo - Cabras da Peste – Denis Nielsen e Vitor Brandt - A Sogra Perfeita – Flávia Guimarães e Bia Crespo - Depois a Louca Sou Eu – Gustavo Lipsztein - O Auto da Boa Mentira – João Falcão, Tatiana Maciel e Célio Porto - Tô Ryca 2 – Fil Braz |
| Melhor Roteiro de obra Infantil / Infanto-juvenil - Turma da Mônica: Lições – Thiago Dottori e Mariana Zatz; adaptado da obra Turma da Mônica, de Mauricio de Sousa e inspirado na graphic novel Lições, de Vitor Cafaggi e Lu Cafaggi - Clube da Anittinha – 3ª temporada – Marcos Ferraz, Elena Altheman, Fernanda Brandalise, Guilherme Freitas, Janaina Tokitaka, Letícia Bulhões Padilha, Nigel Goodman, Pedro Riera, Tereza Temer e Victor Sarro (Gloob) - De Volta aos 15 – 1ª temporada – Janaína Tokitaka (chefe de roteiro), Renata Kochen, Alice Marcone e Bryan Ruffo; Vivianne Jundi e Dainara Toffoli (colaboração de roteiro); baseado no livro de Bruna Vieira (consultora de roteiro) (Netflix) - Escola de Gênios – 5ª temporada – Ângela Hirata Fabri e Marcos Ferraz (chefes de roteiro), Guilherme Temponi, Joana Brea, Pedro Riera, Ana Durães, Tereza Temer e Mirtes Agda Santana; David França Mendes (supervisão de roteiro) (Gloob) - Irmão do Jorel – 4ª temporada – Juliano Enrico, Daniel Furlan, Valentina Castello Branco, Arnaldo Branco, Raoni Marqs, Lucas Pelegrineti, Nigel Goodman, Caíto Mainier, Felipe Berlinck, Allan Sieber, Zé Brandão, Elena Altheman, Raul Chequer, David Benincá e Leandro Ramos (Cartoon Network) | Melhor Roteiro de Curta-Metragem - Chão de Fábrica – Nina Kopko e Tainá Muhringer - Céu de Agosto – Jasmin Tenucci - Como respirar fora d’água – Júlia Fávero e Victoria Negreiros - Desvirtude – Gautier Lee - Ibeji Ibeji – Victor Rodrigues - Uma Paciência Selvagem me Trouxe Até Aqui – Érica Sarmet |
| Melhor Roteiro de Série de Ficção – Drama - Manhãs de Setembro – 1ª temporada – escrito por Josefina Trotta, Alice Marcone, Marcelo Montenegro e Carla Meireles; baseado em ideia original de Miguel de Almeida (Prime Video) - Cidade Invisível – 1ª temporada – criada por Carlos Saldanha; baseada em uma história desenvolvida por Raphael Draccon e Carolina Munhóz; escrita por Mirna Nogueira (chefe de roteiro), Rodrigo Baptista, Ludmila Naves, Antonio Arruda, Felipe Sant’Angelo, Marco Borges, Regina Negrini e Ricardo Inham; Andrea Yaghi, Cauê Laratta, Fabio Montanari, Muriel Moraes e Rodrigo Nogueira (colaboradores de roteiro); Giuliano Dedroni (colaborador de desenvolvimento) (Netflix) - Segunda Chamada – 2ª temporada – criada por Carla Faour, Julia Spadaccini e Jô Bilac; escrita por Carla Faour e Julia Spadaccini, com Dino Cantelli, Giovana Moraes, Maíra Motta e Marco Borges (Globoplay) - Sintonia – 2ª temporada – escrito por Guilherme Quintella e Denis Nielsen (roteiristas chefes); Denis Nielsen, Guilherme Quintella, Duda de Almeida, Thayná Mantesso, Guilherme Freitas, Luíza Fazio (sala de roteiro); Fernanda Terepins (coordenação de roteiro); André “Hanks” de Paula (assistente de roteiro); baseado em ideia original de Kondzilla; criada por Kondzilla, Guilherme Quintella e Felipe Braga (Netflix) - Sob Pressão – 4ª temporada – escrita por Lucas Paraizo; roteiro de Marcio Alemão, Flavio Araujo, André Sirangelo e Pedro Righetti; criada por Luiz Noronha, Claudio Torres, Renato Fagundes e Jorge Furtado; baseado no filme Sob Pressão, livremente inspirado no livro homônimo de Marcio Maranhão em depoimento à Karla Monteiro; ideia original de Mini Kerti (Rede Globo) | Melhor Roteiro de Série de Ficção – Comédia - Lov3 – criada por Felipe Braga e Rita Moraes; escrita por Rafael Lessa, Duda de Almeida, Filipe Valerim Serra e Natália Sellani; Elton de Almeida (colaborador de roteiro) (Prime Video) - 5x Comédia – 1ª temporada – criada por Monique Gardenberg; baseada em espetáculo teatral idealizado por Sylvia Gardenberg; roteiro de Monique Gardenberg (redação final de alguns episódios), Felipe Cabral (redação final de alguns episódios), Vinicius Calderoni, Rafael Primot, Charly Braun, Martha Nowill, Jô Bilac, Pedro Coutinho e Lucas Calmon; Renato Candido (colaboração de roteiro); e Helen Beltrame-Linné (consultoria de roteiro) (Prime Video) - Angeli the Killer – 2ª temporada – escrito por Carla Gallo, Daniel Chaia, Gabriel Jubé e Leandro Maciel; Cesar Cabral e Leandro Maciel (coordenação de roteiro); inspirado livremente na obra de Angeli (Canal Brasil) - Desjuntados – 1ª temporada – escrita e criada por Dani Valente e Mina Nercessian; Paula Belchior e Juliana Rosenthal (consultoras de roteiro) (Prime Video) - Hit Parade – escrita por André Barcinski, Ricardo Grynszpan e Marcelo Caetano; criada por André Barcinski (Canal Brasil) - Vai que Cola – 9ª temporada – argumento da série por Leandro Soares; direção de criação por Renato Fagundes; histórias e equipe de roteiro por Alan Ferreiras, André Gabeh, Arnaldo Bloch, Chrystiano Ferraz, Cíntia Portella, Daniel Porto, Felipe Vianna, Jaiê, João Niella, João Santucci, Julia Lordello, Maíra Azevedo, Marcélli Oliveira, Mariah Schwartz, Molusco, Mônica Ramalho, Monique Rangel, Taísa Machado, Thatiana Guimarães, Vinnicius Morais e Vitor de Oliveira; colaboração de roteiro por Marcelo Souza e Fil Braz; supervisão de roteiro por João Paulo Horta e Renato Fagundes (Multishow) |
| Melhor Roteiro de Série de Reality ou Variedades - Greg News com Gregorio Duvivier – 5ª temporada – redação final de Gregorio Duvivier, Alessandra Orofino e Bruno Torturra; Arnaldo Branco e Eduardo Branco (redatores); e Isabel Pessanha (assistente de redação) (HBO) - Big Brother Brasil 21 – redação final de Rafael Chachê; redação por Cristiana Bittencourt, Clarissa Frajdenrajch, Camilla Gismondi, Chris Alcazar, Eduardo Belo, Jorge Pestana e Saulo Aride (Rede Globo) - Lady Night – 6ª temporada – Caíto Mainier e João Marcos Rodrigues (chefes de roteiro); redação final de Tatá Werneck; roteiro de Caíto Mainier, David Beninca, Flavia Boggio, Franco Fanti, Guilherme Sousa, João Marcos Rodrigues, Leandro Muniz, Marco Gonçalves e Rafael Queiroga (Multishow) - Que História é Essa, Porchat? – 3ª temporada – criação de Fábio Porchat; redação final de Paula Miller e Fábio Porchat; roteiro de Jô Hallack e Pedro Henrique França (GNT) - The Masked Singer Brasil – 1ª temporada – coordenadora de conteúdo: Larri Andrade; roteiro de Jéssica Reis, Tomás Fleck, Letícia Bulhões Padilha e Priscila Nicolielo; e Aline Cabral (assistente de roteiro) (Rede Globo) | Melhor Roteiro de Série Documental - O Caso Evandro – escrito por Angelo Defanti, Arthur Warren, Ludmila Naves e Tainá Muhringer; pesquisa e colaboração de roteiro de Ivan Mizanzuk (Globoplay) - Doutor Castor – escrito por Marco Antonio Araujo e Rodrigo Araujo (Globoplay) - Elize Matsunaga: Era Uma Vez um Crime – escrito por Diana Golts; consultoria de roteiro por Ilana Casoy; Nina Kopko e Valentina Castello Branco (roteiristas de desenvolvimento); desenvolvimento de Bíblia por Angelo Defanti; Elaine Perrote (roteirista assistente de dramaturgia); pesquisa por Julia Zylbersztajn; e Thaís Nunes (jornalista investigativa) (Netflix) - O Caso Celso Daniel – argumento e roteiro por Marcos Jorge e Bernardo Rennó; colaboração no roteiro de Lusa Silvestre e Gisele Vitória (Globoplay) - Sociedade do Cansaço – escrito por Laura Artigas e Henrique Melhado; argumento de Martina Franchini e Patrick Hanser (GNT) |
| Melhor Roteiro de Telenovela - Um Lugar ao Sol – novela de Lícia Manzo; escrita com Leonardo Moreira e Rodrigo Castilho; colaboração de Carla Madeira, Cecília Giannetti, Dora Castellar e Marta Goés (Rede Globo) - Além da Ilusão – novela de Alessandra Poggi; escrita com Adriana Chevalier, Letícia Mey, Flávio Marinho e Rita Lemgruber (Rede Globo) - Gênesis – novela de Camilo Pellegrini, Raphaela Castro e Stephanie Ribeiro; escrita com André Rodrigues, Ecila Pedroso, Jaqueline Corrêa, Marcos Ferraz, Meuri Luiza, Valéria Motta e Vânia Matos; supervisão de texto de Cristiane Cardoso (RecordTV) - Quanto Mais Vida, Melhor! – novela de Mauro Wilson; escrita com Marcelo Gonçalves, Mariana Torres e Rodrigo Salomão (Rede Globo) - Verdades Secretas 2 – novela de Walcyr Carrasco; escrita com Márcio Haiduck, Nelson Nadotti e Vinícius Vianna (Globoplay) | |